# Monarch (Bootsklasse)

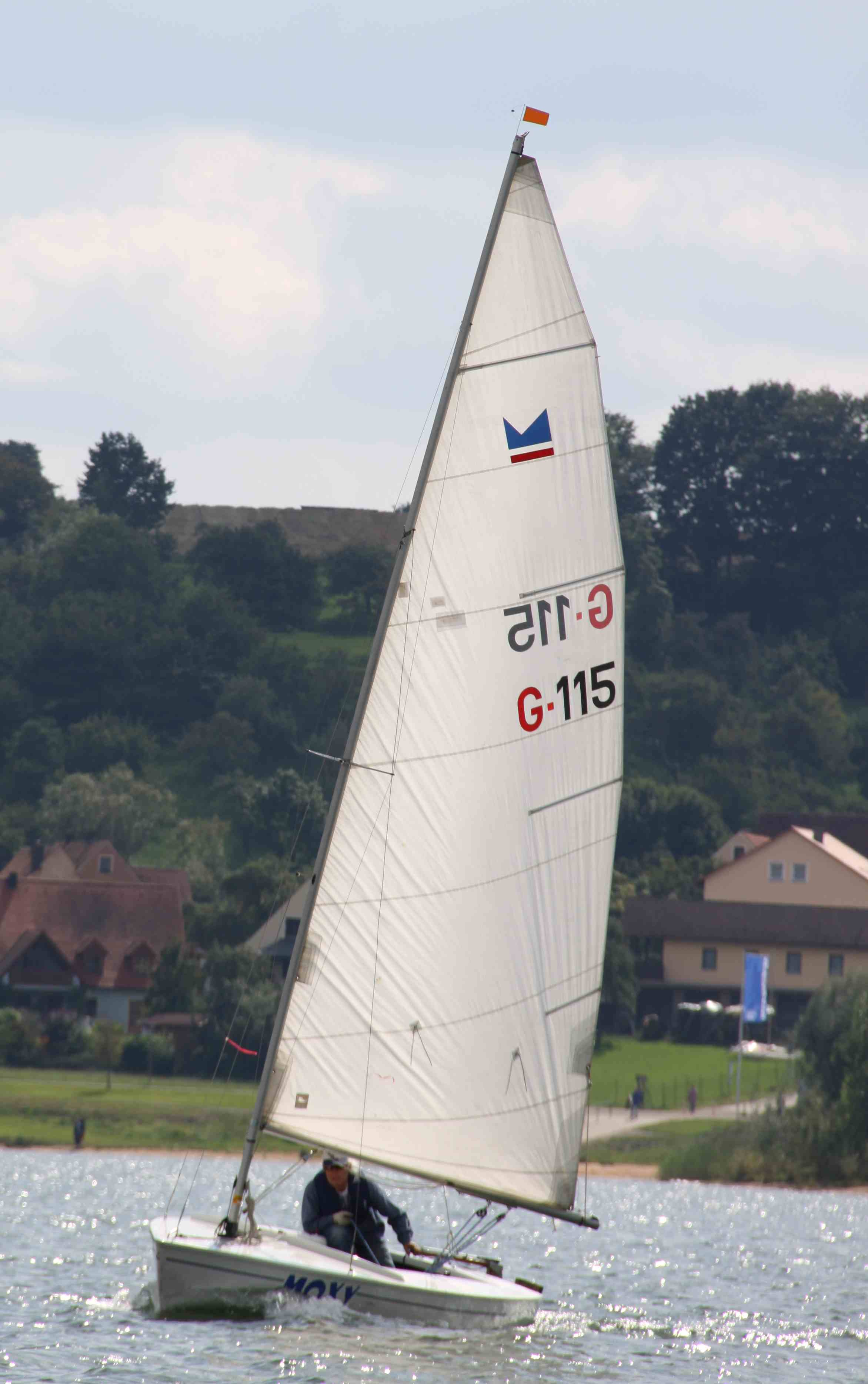
Monarch am Großen Brombachsee

Der Monarch ist ein Bootstyp aus der Klasse der Segelboote. Er ist ein offenes Kielboot mit Cat-Takelung, das nur mit einem Großsegel gefahren wird, und deshalb zum Einhandsegeln geeignet ist. Der aufholbare Kiel kann in jeder Position arretiert und auch nach vorn und hinten getrimmt werden, ohne dass es einen störenden Schwertkasten gibt. Der Monarch wird darum auch „Einhandhubkielboot“ genannt. Das Boot ist sehr krängungsstabil und kentersicher. Es hat eine selbstlenzende Plicht.

## Geschichte
Der Segler Horst Schlichting wollte zusammen mit Heribert Streuer ein Segelboot entwerfen, mit dem ohne Vorschoter schnell Segel gesetzt und losgesegelt werden kann. 1968 entwickelten sie den Riss des ersten Monarchs. Gebaut wurden die ersten Rümpfe in formverleimtem Sperrholz von Edmund Sommerfeld bzw. Hartmut Biewald. Glasfaserverstärkte Versionen bauten unter anderem die Werften Biewald und Scharping bis Segelnummer G 110.
Ab 1974 wurde das Boot dann in Doppelschalen-Pressschaumfertigung (Depot-Verfahren) von der kunststoffverarbeitenden Firma Georg Fritzmeier (u. a. bekannt durch die Zweimann-Jolle „Dyas“) erstellt (Segelnummern von G 111 bis G 348).
Ab 1983 wurde der Monarch von der Hamburger Firma Fiberglas Technik Lehmann + Jacob GmbH hergestellt (Segelnummern GER 349 bis GER 400).
2003 begann eine neue Produktionszeit. Zunächst wurde der Monarch von der Werft Linnekuhl Schütze KG gefertigt, fortgesetzt von der Bootswerft MKS (Segelnummern GER 401 bis 405), bis die Produktion 2006 eingestellt wurde.
Nach einer langjährigen Suche nach einem neuen Produzenten wurde im Frühjahr 2010 eine Neuauflage der Jolle durch die Bootswerft Schneidereit in Stade entwickelt. Aus einer neuen Form mit den traditionellen Abmessungen entstand ein modifizierter Monarch, den die Klassenvereinigung auf der Bootsmesse Hanseboot in Hamburg 2010 zum ersten Mal vorstellte.